# Ernest Jones
Alfred Ernest Jones (1 de janeiro de 1879 – 11 de fevereiro de 1958) foi um neuropsiquiatra e psicanalista galês, além de biógrafo oficial de Sigmund Freud. Aluno de Emil Kraepelin, Ernest Jones introduziu a psicanálise na Grã-Bretanha  e foi presidente da Associação Psicanalítica Internacional.

## Biografia
Filho de engenheiro, Jones estudou na universidade de  Cardiff , tornando-se mais tarde  médico especialista em neuropsiquiatria. Ele  residiu  em  Viena ( Áustria) , em  Zurique  (Suissa), onde trabalhou  na famosa clínica  Burghölzli , em Munique (Alemanha) com  Emil Kraepelin e em  Bicêtre (França),  no serviço do professor e médico   Pierre Marie.  Jones tornou-se  professor de psiquiatria em Toronto (Canadá).
Em  1916, Jones  casa com a pianista e compositora  Morfydd Llwyn Owen, morta seis meses depois de complicações consecutivas a uma apendicite. Em 1919, ele encontra e casa com   Katherine Jokl, uma  vienense amiga da família  Freud. O casamento  é descrito como feliz,  eles tiveram quatro crianças entre as quais a escritora  Mervyn Jones,  nascida  em 1922,  e Gwenith, nascida em 1921.

## Psicanálise
Jones ouviu falar das obras de Sigmund Freud e aprendeu  o alemão  para ler A Interpretação  dos Sonhos, uma das obras mais importantes do pai da psicanálise.
Em 1906, Jones  começou a praticar a psicanálise por conta própria , antes mesmo  de seu primeiro contacto com  Freud por ocasião  do seu aniversário, em  maio de 1908. Freud  encontrou nesta ocasião  ‘’dois novos convidados vindos do mundo anglo-saxão : Abraham A. Brill, que representava a psicanálise nos Estados Unidos, e Ernest Jones, que  se tornaria um dos maiores analistas e que escreveria, entre muitas outra obras, uma biografia de Freud em tres volumes.
Em 9 de maio de  1911 E. Jones e J. J. Putnam fundam a Associação Psicanalítica Americana (APA), composta de membros vindos do  Canadá e  da América inteira. Seu presidente foi Putnam, o secretário : Ernest Jones’’.
Em julho de 1912, marcado pela secessão de Adler, de  Stekel e de Jung,  ‘’Jones encontra Ferenczi em Viena para falar sobre a  situação. Propôs a criação de um    pequeno grupo composto de  discípulos  mais  próximos de Freud a fim de defender a causa analítica. Ferenczi acatou a ideia, Freud apoiou-os e  Jones fundou o Comité secreto formado por  S. Ferenczi, O. Rank, K. Abraham, H. Sachs e, naturalmente, E. Jones e Freud’’.
Durante a Primeira Guerra Mundial, Jones continuou praticando a psicanálise. Não sendo médico militar, não submetido às obrigações  hierárquicas, ele dispõe das condições permitindo-lhe fazer psicanálises com os neuróticos de guerra. Foi o primeiro analista a fazer isto, donde sua competência  para  escrever sobre o assunto.
Ele inventou o conceito de racionalização, adotado por Freud como um dos mecanismos de defesa. Jones também elaborou o conceito de afânise, relativo à sexualidade feminina. "Para este autor, a afânise seria, nos dois sexos, o objeto de um receio mais fundamental do que o medo da castração".
Durante a guerra, ao lado de Marie Bonaparte e Abraham Arden Brill, contribuiu para ajudar e a fazer com que seus colegas ingleses acolhessem, entre outros, os analistas alemães, húngaros e vienenses que fugiram do regime nazista por serem analistas, judeus ou  ambos. Alguns deles repartiram da Grã-Bretanha para os Estados Unidos.
Afora suas múltiplas atividades em prol da psicanálise, Jones foi também um célebre jogador de xadrez e mesmo campeão de patinagem artística.

### Melanie Klein
Duas filhas de Jones,  Mervin e Gwenith,  nascidas respectivamente em  1922 e 1921, foram analisadas  por Melanie Klein em 1926. Melanie Klein “havia deixado Berlim por Londres graças a influência de Jones, que tinha a intenção de enviar-lhe  suas filhas e sua esposa para fazerem uma  análise. Nos anos seguintes, um grave  conflito ocorreu entre Melanie Klein e Anna Freud sobre questões de teoria e de técnica em psicanálise de crianças, início de uma profunda dissensão na Sociedade Britânica de Psicanálise.

## Relações com Freud

### Correspondência
Jones viajava  muito entre Genebra e Toronto quando  começou uma prolongada correspondência com Freud. Sua primeira carta  foi escrita em 13 de maio de 1908 e a última em 1939, pouco antes da morte do criador da psicanálise. A partir de 26 de novembro de 1908, Freud escreveu uma carta a Ferenczi na qual ele revela ‘’estar se correspondendo  de maneira regular com Brill, Jones, Abraham e Jung". E a amizade entre Freud e Jones é o objeto da carta que Freud lhe escreveu  em 1/01/1929: (...) “tenha certeza que sempre o considerei como fazendo parte de meu círculo familial mais próximo e que o considerarei sempre assim’’.

### O biógrafo freudiano
Jones tornou-se um próximo  de Freud e seu biógrafo com The life and work of Sigmund Freud (A vida e a obra de Freud),(La vie et l’œuvre de Freud, em francês). "Os três volumes são uma fonte para compreender  notadamente, o contexto social e político da época, as influências intelectuais, médicas, filosóficas e culturais de Freud, a epistemologia da psicanálise e o crescimento do movimento psicanalítico em Viena e no mundo".

### Comentários e críticas
Este primeiro livro sobre Freud  e a psicanálise apresenta defeitos  realçados   por historiadores  e psicanalistas :Paul Roazen, Max Schur,Didier Anzieu :, André Haynal, Alain de Mijolla, Elisabeth Roudinesco), e depois por  Henri Ellenberger, o qual,  apoiândo-se  muito em seus trabalhos e pesquisas, realçou  numerosas imperfeições  e até   falsidades.
A biografia de Freud escrita por Jones foi também muito criticada pelo filósofo  Michel Onfray e por Pierre-Henri Castel, que a considera como um exemplo da hagiografia freudiana.

### Obras traduzidas em francês
- Théorie et pratique de la psychanalyse  (Teoria e prática da psicanálise), 1948, Paris, Payot Rivages, 1997, ISBN 2228891053
- "Le cauchemar" (O pesadelo),  Ed: Payot-Rivages, 2002, ISBN 2228896608 -
- Essais de psychanalyse (Ensaios de psicanálise) ,  1950, Paris, Payot 1966
- La vie et l'œuvre de Sigmund Freud ,trois tomes (A vida e a obra de Sigmund Freud, três tomos),   PUF-Quadridge rééd. 2006 (T 1 : ISBN 2130556922; T2: ISBN 2130556930 ; T3 : ISBN 2130556949 ).
- Hamlet et Oedipe, introduction de Jean Starobinski’’ ( "Hamlet e Édipo", introdução de Jean Starobinski) , Tel Gallimard, Poche, ISBN 2070206513
- Le cas de Paul Morphy: Contribution à la psychologie du joueur d'échec in "Essais de psychanalyse appliquée" (O caso de Paul Morphy : Contribuição à psicologia do jogador de xadrez, em "Ensaios de psicanálise aplicada"),  Ed.: Payot-Rivages, 1973, ISBN 2228216100